# 余陳月瑛
余陳月瑛（1926年9月2日—2014年5月25日），中華民國政治人物，民主進步黨籍，出生於日治臺灣高雄州高雄市北野町（位於今高雄市鹽埕區），黨外運動時期政治異議份子，為高雄縣地方派系余家班重要領導人。在民進黨創立之初加入其中。曾任總統府國策顧問及總統府資政、高雄縣縣長、臺灣省議員、立法委員。
余陳月瑛為高雄縣首位女性縣長，也是臺灣首位女性民選縣長，她開啟民進黨在高雄縣執政，直到縣市合併。

## 早年生平
余陳月瑛於大正十五年（1926年）9月20日出生於高雄市北野町（位於今高雄市鹽埕區舊市府後富野街附近），父親陳再興為內惟人，出生在鎮安宮附近，年輕時以搖渡船為業，後來在鹽埕區定居，並在哈瑪星、鹽埕擁有大片土地。母親王忍，是高雄三塊厝人。余陳月瑛上面有五位姊姊、四個哥哥。:34母親懷孕時，已四十三歲。家中開設新和鐵工廠，家境殷實。二哥陳水印曾擔任台灣省醫師公會理事長及高雄市議會第一屆市議員，二二八事件時被捕入獄。
昭和八年（1933年），陳月瑛進入在三塊厝的旭公學校（今高雄市三民國小）。昭和十四年（1939年），進入臺南長榮高等女子學校（今長榮女中）就讀，昭和十八年（1943年）畢業後，曾想至日本留學，但因正值第二次世界大戰最激烈時期，臺灣與日本內地的「內臺航路」輪船已成美軍轟炸及海上魚雷目標，家人反對死亡路線而未成行。:49
戰後，長榮高等女子學校改制為「長榮女子高級中學」，陳月瑛又回長榮女中受一年中文教育。:61當時其四姑嫁到橋頭鄉，余登發剛成為橋頭鄉長。遂遊說其父母答應婚事，由於當時陳月瑛對政治不感興趣，又正值二二八事件過後，因此揚言不嫁到政治家庭。然而其父母打聽到未來「家官」余登發人品很好、道德高尚，遂堅持陳月瑛嫁入余家。1947年訂婚，1949年7月1日，結婚。:62-63嫁給余登發之子余瑞言；由於持家幹練，受到余登發的賞識。
在橋頭半年後，余陳月瑛就隨余瑞言北上陪讀書。余瑞言先是考上臺大先修班，再考入法學院法律系。由於余瑞言不是翹課便是打瞌睡，余陳月瑛遂陪他上課以防偷懶，以及抄筆記。1950年，余玲雅出生。:711958年，余瑞言就業考試及格，派任臺北市稅捐處工作，一年後，轉至臺灣省政府民政廳工作，全家搬至中興新村。:711960年，余登發決定參加第四屆高雄縣長選舉，遂要余瑞言辭掉省政府工作，回家幫忙。:77最終余登發當選縣長。

## 參與政治
1961年縣市議員選舉，余登發挾新上任縣長餘威，鼓勵有志之士出馬、大力輔選。希望議會有更多支持「黑派」的議員，並提升基層民主政治。余陳月瑛也被提名湊人數，在第二選區（岡山、橋頭、燕巢）參選，幾乎沒有競選活動下，最後落選。為本屆仍有林景元等十席無黨籍人士當選。:94
自1960年第一屆省議員選舉起，余登發即已發覺國民黨利用女性保障名額掩護男性提名人當選的策略。當屆國民黨提名王國秀，當黨外的女縣議員彭林芳有意角逐，余登發願意支持。遭到國民黨縣黨部主委下令鎮公所不要發戶籍謄本給她，推諉是鎮長把印章拿走，使彭林芳無法登記，王國秀可以僅得一票就能以婦女保障名額當選，國民黨掌握的軍眷票用以支援其他男性候選人。:97王國秀當選後就到臺中的省黨部任職，戶籍也遷走了，直到第二屆省議員選舉前六個月才又遷回高雄縣，再獲國民黨提名。第二屆省議員選舉，余登發找上女牙醫師楊潛閨，本來已經說動了。但國民黨卻施壓他在第一銀行上班的女兒林阿珠，謂如果他不退選就要免職，最後不得不屈服。余登發找上梓官鄉婦女會理事長高秋月，獲對方答應，國民黨向她任職梓官鄉民眾服務站的兒子施壓：她若堅持參選，就要免她兒子的職。最後第二屆省議員選舉，國民黨又包辦四席。:98
1963年的臺灣省議員選舉中，余登發以「不能讓國民黨提名的女性候選人以婦女保障名額輕鬆當選」為由，尋求黨外女性政治人物投入選舉，在經過國民黨打壓下，最後要求余陳月瑛參選台灣省議員，而余陳月瑛在選舉登記前三天披掛上陣，最後以第一高票當選台灣省議員。1967年、1971年、1975年與1980年也都順利連任。在余登發、余瑞言父子因為被指稱涉嫌叛亂被捕時，余陳月瑛也全力救援。

## 高雄縣長
1981年余陳月瑛參選第九屆高雄縣長選舉，在國民黨的動員下，高雄縣出現增加四萬五千票有投票權公民的事件，當中鳳山市爆增三分之一公民、大寮鄉四分之一、仁武鄉更高達一半。:196最後以三千票的差距敗給國民黨提名的蔡明耀。1983年，余陳月瑛當選增額立法委員，她與鄭余鎮在翌年2月宣誓就職時，為全場唯二拒絕舉手宣誓的新任立法委員，亦開啟了日後民進黨籍立法委員在宣誓時抗爭的先例。
1985年第十屆縣長選舉中，余陳月瑛再度與蔡明耀同台角逐高雄縣長，而蔡明耀在當時鳥松鄉一場政見發表會中說出「選給有鳥的」的言論引起歧視女性的爭議，也使余陳月瑛陣營利用此點批評。余陳月瑛曾回憶，由於蔡明耀低俗的言論使她不能將其視為無聊言論而不與回應，因此每次政見發表會上，她都會先問聽眾「天上飛的東西是什麼」，再提醒群眾不可再選開黃腔的縣長。:219最後余陳月瑛在這場選戰中以三萬票的差距當選高雄縣長。
1989年第十一屆縣長選舉，余陳月瑛代表民主進步黨角逐高雄縣長，並順利連任。
余陳月瑛在高雄縣長任內，創辦了高苑工專，也就是今天的高苑科技大學。

## 選舉紀錄
| 年度 | 選舉屆數                     | 選舉區           | 所屬政黨   | 得票數  | 得票率 | 當選標記 | 備註  |
| ---- | ---------------------------- | ---------------- | ---------- | ------- | ------ | -------- | ----- |
| 1963 | 第三屆台灣省議員選舉         | 高雄縣選舉區     | 無黨籍     | 46,484  | 21.97% |          | [ 5 ] |
| 1968 | 第四屆台灣省議員選舉         | 高雄縣選舉區     | 無黨籍     | 57,398  | 23.12% | [ 6 ]    |       |
| 1972 | 第五屆台灣省議員選舉         | 高雄縣選舉區     | 無黨籍     | 49,857  | 17.41% | [ 7 ]    |       |
| 1977 | 第六屆台灣省議員選舉         | 高雄縣選舉區     | 無黨籍     | 114,579 | 28.60% | [ 8 ]    |       |
| 1981 | 第九屆高雄縣縣長選舉         | 高雄縣           | 無黨籍     | 209,109 | 49.06% |          |       |
| 1983 | 第一屆立法委員第四次增額選舉 | 臺灣省第五選舉區 | 無黨籍     | 138,464 | 21.15% |          |       |
| 1985 | 第十屆高雄縣縣長選舉         | 高雄縣           | 無黨籍     | 253,223 | 52.21% |          |       |
| 1989 | 第十一屆高雄縣縣長選舉       | 高雄縣           | 民主進步黨 | 299,713 | 56.26% |          |       |

## 卸任後
1997年6月，余陳月瑛擔任民間全民電視公司總裁。
2000年陳水扁當選中華民國總統之後，余陳月瑛出任總統府資政；但是由於涉及新瑞都案的借貸問題，導致余陳月瑛被具體求刑三年；余陳月瑛也於2003年請辭總統府資政。
2014年5月25日晚上，余陳月瑛病逝於長庚醫院高雄院區。